# Narodowy Komitet Ocalenia Ludu (Mali)
Narodowy Komitet Ocalenia Ludu (fr. Comité national pour le salut du peuple) był dyktaturą wojskową, ukształtowaną po zamachu stanu, który się odbył w dniu 18 sierpnia 2020, w którym obalono prezydenta Ibrahima Boubacara Keïtę. Na czele junty wojskowej stał Assimi Goita. 18 stycznia 2021 Narodowy Komitet Ocalenia Ludu został rozwiązany, jednak ówczesny przewodniczący junty Assimi Goita obalił 24 maja 2021 ówczesnego pełniącego obowiązki prezydenta Mali Ba N’Daou.